# Bellos
Los bellos (Belos, Belii o Belaiscos) eran un pueblo celtíbero afincado en la Hispania Citerior. Son citados en textos asociados con el rey de Iliria, así que se pensaba que eran de origen ilirio. Tienen una gran relación con los titos y los lusones, compartiendo la mayoría de las características. Una ciudad importante es Nertóbriga que emite moneda de bronce en el siglo III a. C. en las que aparece un jinete lancero. La más destacada, sin embargo, es Sekaisa (Segeda), que acuña moneda en torno al siglo II a. C. En el 154 a. C. amplía su territorio provocando las guerras celtibéricas.

## Economía

Pueblos prerromanos de la península ibérica.

Idiomas en la península ibérica en el 300 A.C.

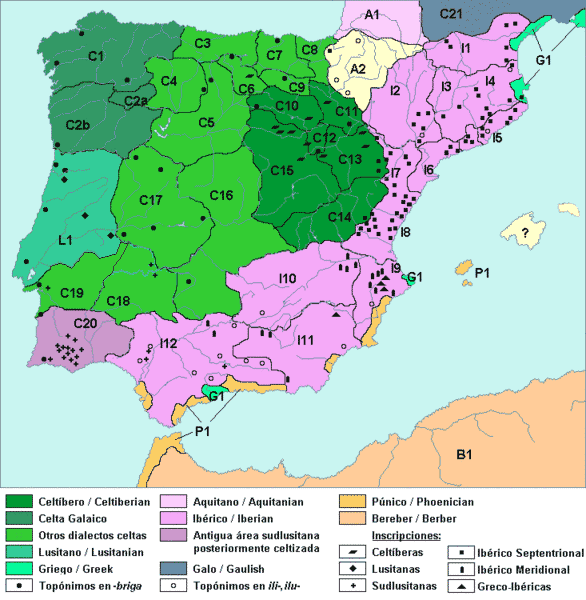
Familias lingüísticas de la península ibérica antes de la romanización
C1: Galaicos / C2b: Brácaros / C3: Cántabros / C4: Astures / C5: Vacceos / C6: Turmogos / C7: Autrigones-Caristios / C8: Várdulos / C9: Berones / C10: Pelendones / C11: Bellos / C12: Lusones / C13: Titos / C14: Olcades / C15: Arévacos / C16: Carpetanos / C17: Vetones / C18-C19: Célticos / C20: Conios / L1: Lusitanos / I1: Ceretanos / I2: Ilergetes / I3: Lacetanos / I4: Indigetes / I5: Layetanos / I6: Ilercavones / I7: Sedetanos / I8: Edetanos / I9: Contestanos / I10: Oretanos / I11: Bastetanos / I12: Turdetanos / G21: Galos / G1: Griegos / P1: Fenicios/Cartagineses / B1: Bereberes.

Al estar asentados en la misma zona que los titos y lusones, su economía posee las mismas características. La base es la agricultura, pues están en una tierra muy fértil. Cosechas de cebada, cereales y olivo. En la ganadería se da la cría de cerdos, cabras y ovejas. Como es rica la ganadería, se da una industria textil próspera, fabrican el sagum o sayo, utilizado como prenda y también como tributo.
Su cerámica está caracterizada por temas decorativos a bandas con círculos y semicírculos. En metalurgia se sabe de la existencia de oro en el río Jalón y de hierro en el Moncayo. Plinio el Viejo elogia las armas fabricadas aquí. De producción de plata apenas hay noticias.

## Religión
Apenas hay información, por lo que tenemos que mirar la epigrafía. No es fácil conocer la función de cada divinidad, ya que puede haber distintos nombres para una misma. Nos encontraremos algunas que son pancélticas.
Divinidades:
- Mercurio: relacionada con una divinidad gala, será el conductor de las almas.
- Matres: divinidades femeninas relacionadas con la maternidad, la fecundidad y el luto de la guerra. Sus epítetos son lugares de ríos, nombres de tribus o localidades.
- Epona: divinidad pancéltica relacionada con la fertilidad, las aguas y los funerales.
- Sucello: divinidad infernal gala, se la ha visto por la cerámica indígena. Cuerpo antropomorfo a veces acompañado de animales.

## Guerras celtibéricas
Con la ampliación de territorio de Sekaisa (Segeda) en el 154 a. C., Roma lo toma como casus belli para la conquista progresiva. Por esa razón se aliarán a otra de las tribus celtíberas más poderosas, los arévacos, cuya ciudad más importante es Numancia. Las fuerzas combinadas de ambos pueblos frenan primero el ataque del romano Nobilior contra Sekaisa y luego lo rechazan en Numancia.
Fue en el año 153 a. C., cuando se enfrentaron al ejército romano mandado por Nobilior, compuesto por 30.000 hombres, y las tropas celtibéricas de segedenses y numantinos al mando de Caro de Segeda. El resultado de esta primera batalla fue a favor de los celtíberos, murieron 6.000 romanos.